# Boltonia decurrens
Boltonia decurrens là một loài thực vật có hoa trong họ Cúc. Loài này được (Torr. & A.Gray) Alph.Wood mô tả khoa học đầu tiên.